# Велика Шатьма
Велика Шатьма́ (рос. Большая Шатьма, чув. Мăн Шетмĕ) — село у складі Красноармійського району Чувашії, Росія. Адміністративний центр Великошатьминського сільського поселення.
Населення — 129 осіб (2010; 143 у 2002).
Національний склад:
- чуваші — 95 %